# Jean Menu
Jean Menu, né à Douai le 25 février 1921 et mort le 30 novembre 1987 à Versailles, est un syndicaliste français . 

## Biographie
Ingénieur civil de l’École Nationale des Ponts et Chaussées, promotion 1944, il travaille aux Houillères du bassin du Nord et du Pas-de-Calais (HBNPC) de 1950 à 1968.
Il sera par la suite affecté à la Direction des Services Techniques de Charbonnages de France, à Paris.
Il adhère à la Confédération générale des cadres (CGC) dès sa création en octobre 1944.
En 1967, il devient secrétaire général de la Fédération des mines et de l’énergie atomique de la CGC.
En 1973-1975, il est secrétaire général de la CGC.
De 1979 à 1984, il est président de la Confédération française de l’encadrement-Confédération générale des cadres (CFE-CGC).
De 1972 à 1987, il est président de l'Association Générale des Institutions de Retraite des Cadres (AGIRC) en alternance avec Emile Boursier.
De 1979 à 1987, il est questeur au Conseil économique et social.
En 1987, il est nommé conseiller d’État en service extraordinaire.
Il est mort le 30 novembre 1987.
Il était officier de la Légion d'honneur, marié, père de 5 enfants.